# としまえん

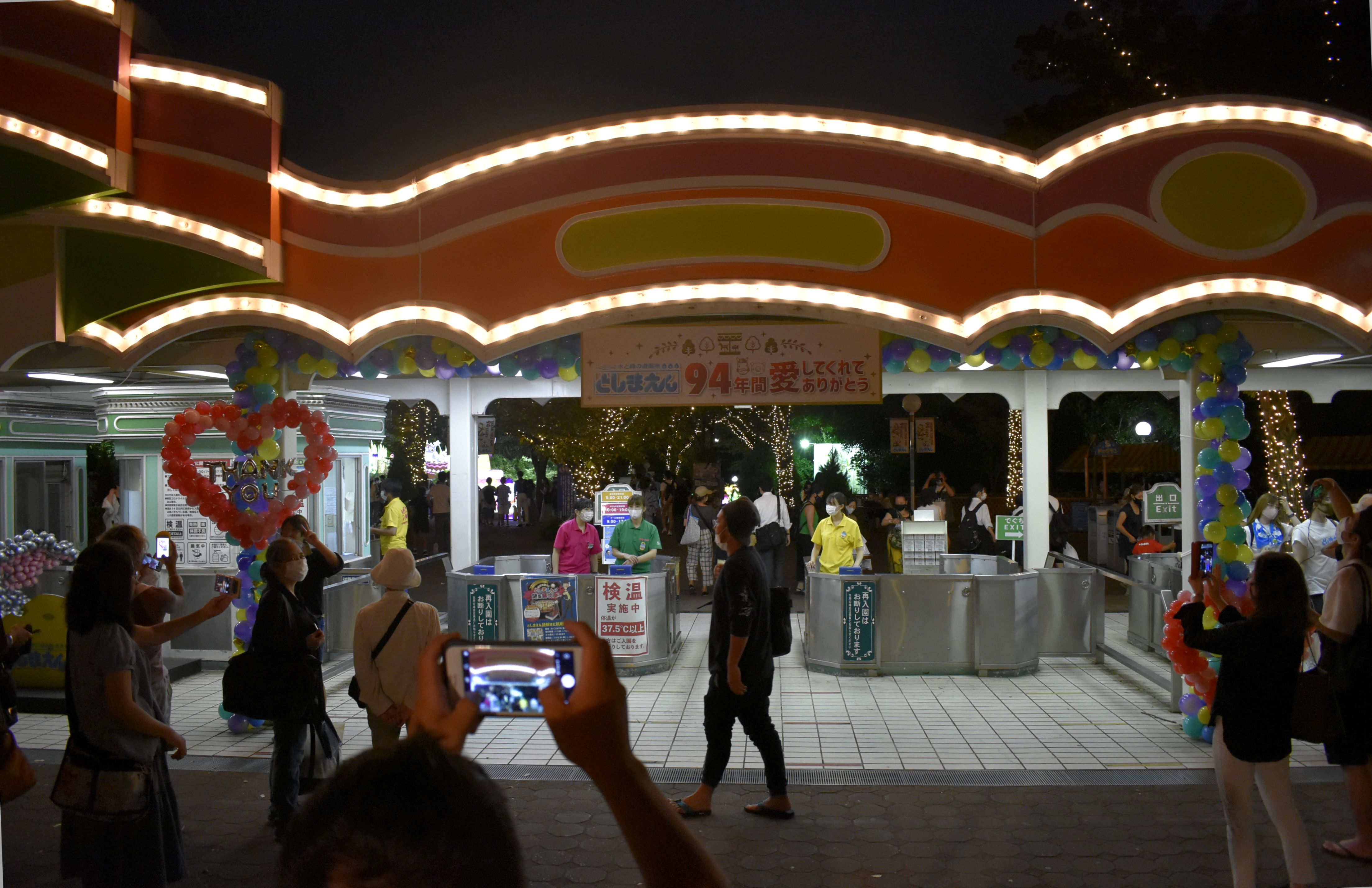
営業最終日の正門（2020年8月31日撮影）

としまえんは、かつて東京都練馬区に存在した遊園地。
西武グループに属する株式会社豊島園（後の株式会社西武園ゆうえんち）が運営した。1926年（大正15年）から94年間営業して2020年（令和2年）8月31日に閉園した。現在は庭の湯と古城の塔が残り、跡地はスタジオツアー東京と都立練馬城址公園となっている。
本園を舞台とするホラー映画も本項で述べる。

## 概要
西武豊島線豊島園駅の北西に隣接した。室町時代に築城された練馬城の城址を中心に造園された。名称は同城を築城して治めた豊島氏に由来する。豊島区内あるいは北区豊島所在ではなく、練馬区向山三丁目に所在した。開園した当時の地名は、東京府北豊島郡上練馬村であった。
所有者は西武鉄道で、株式会社豊島園へ業務委託した。
日本で最も古い遊園地の一つで、首都圏有数の規模であった。各種遊戯施設のほか、春のソメイヨシノと初夏のアジサイで花の名所、夏のプール、など地域住民が多く訪れる都会のオアシスとなっていた。コスプレイベントを開催するなどイベント企画も多かった。併設のグラウンドは企業・学校の運動会に利用され、地域密着型の遊園地だった。
「水と緑の遊園地」と自称して園内は水や自然を生かした施設が多く、広大な屋外プールエリアは、夏場はプール、冬場は釣り堀として利用されていた。プールエリアは世界初の流れるプールや波のプールのほか、日本初で国内最大級の高度なウォータースライダーのハイドロポリス (HYDROPOLIS) が存在した。
シールを含む入れ墨がある人の入場は禁止していた。
としまえんの閉園は、防災公園化の都市計画に伴う東京都からの閉園要請に応えるためであり、経営悪化や施設老朽化などの理由ではないことが、公式に明言されている。近年、入園者数は右肩上がりに増えており、改修や新施設導入などの投資が閉園直前まで行われていた。
1957年、としまえんを練馬城址公園として整備する東京都の都市計画が指定された。それ以降は地域住民の反対があり話が進まなかったものの、2011年に東日本大震災の教訓を活かすべく、東京都が避難場所として広大な公園を作るため、当時の石原慎太郎都知事が中心となって、より具体的な防災公園化計画を開始し、西武鉄道に対して土地買収および閉園の交渉を始めた。その後は再び計画が停滞したが、2019年にワーナー・ブラザースが交渉に加わり、西武鉄道に対してハリー・ポッターシリーズのテーマパーク建設案が浮上し、東京都からの土地買収および閉園要請の回答期限が2020年度であったことなどから、2020年6月12日に同年8月末での閉園が正式決定。新型コロナウイルス感染症（COVID-19）が流行するなか、2020年7月13日から遊園地・プールともに入場制限が開始され、同年8月31日に閉園した。隣接する敷地で営業していたトイザらスも同日に閉店した。付帯する温泉施設「庭の湯」はとしまえん閉園後も引き続き営業している。

## 歴史

### 前史
石神井川の南側、ウォータースライダー「ハイドロポリス」のある付近はかつて矢野山城址と呼ばれ、室町時代に豊島氏によって築城された練馬城があった。太田道灌との戦いに敗れ廃城となった跡地に再び城が築かれることもなく、雑木林や畑となった。のちに板橋の「なべや」が同地を所有し、さらに上練馬村長の増田藤助が入手した。石神井川の北側は沼地・湿地であったが、のちに田地となった。
- 明治後期 - 練馬城址が豊島公園となる。
- 1916年（大正6年） - 樺太工業（のちの王子製紙）専務であった藤田好三郎が自身の静養地として、石神井川南側の12,000坪を入手[13]。
景勝地だったため、この間には家屋を建てず自然のままで、休日ごとに家族で訪れていた[13]。
- 1922年（大正12年） - 藤田自身の住居を建てるため、土地の形を整える接続地6,000坪を追加入手[13]。
手始めに小さな温室を作り、将来のために庭を造る（のちに開園式が行われる日本庭園）[13]。
- 1925年（大正14年）秋 - 藤田好三郎が、石神井川北側の18,000坪を入手[13]。
当時石神井川北側は悪田で、川の南北で土地の価値に大きな隔たりがあった。そこで藤田は、悪田に池を掘って埋め立てをすれば立派な土地になると見込み、2年がかりで入手した。しかし時勢が変わり、大邸宅を構えるのは不謹慎と藤田は考え、景勝地を公開して大衆と楽しむこととした[13]。

### 開園から閉園まで
- 1926年（大正15年）9月15日 - 戸野琢磨（造園家）の設計により部分開園。当初の名称は「練馬城址 豊島園」[14]。
- 1927年（昭和2年）4月29日 - 開園式を日本庭園で挙行。
- 1931年（昭和6年）11月20日 - 競売にかけられ、安田信託銀行（現在のみずほ信託銀行）が自己落札。この後、経営者が転々とする。
- 1937年（昭和12年）
  - 5月 - 第1回「森永母の日大会」を開催し、20万人が参加[15]。
  - 7月 - 日本企業株式会社による経営となる[16]。
- 1941年（昭和16年）11月1日 - 武蔵野鉄道（現在の西武鉄道）が日本企業株式会社を吸収合併。
- 1944年（昭和19年）4月 - 戦況悪化により一時閉園。
このころは太平洋戦争であり、空襲に備えて園内の練馬城跡に、練馬監視哨（軍事施設）が設置される。

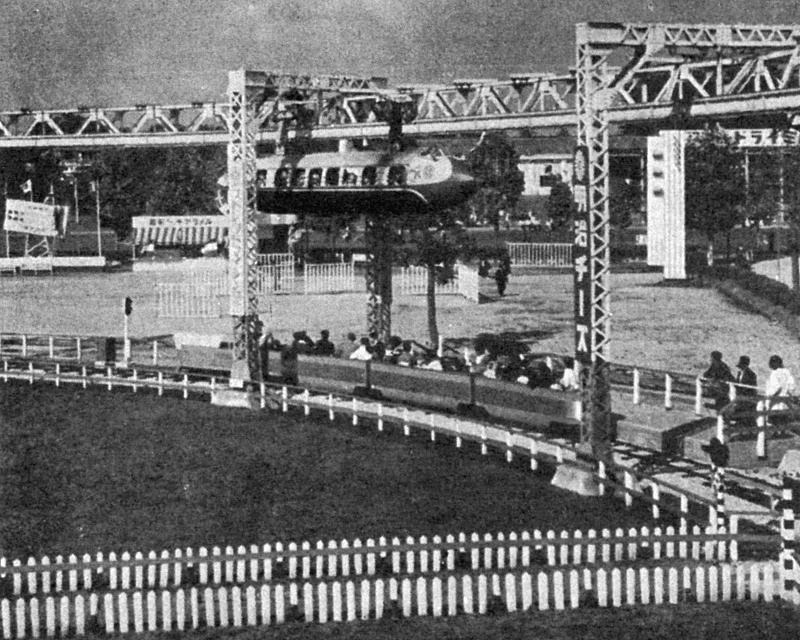
空飛ぶ電車（上）とユネスコ列車（下）

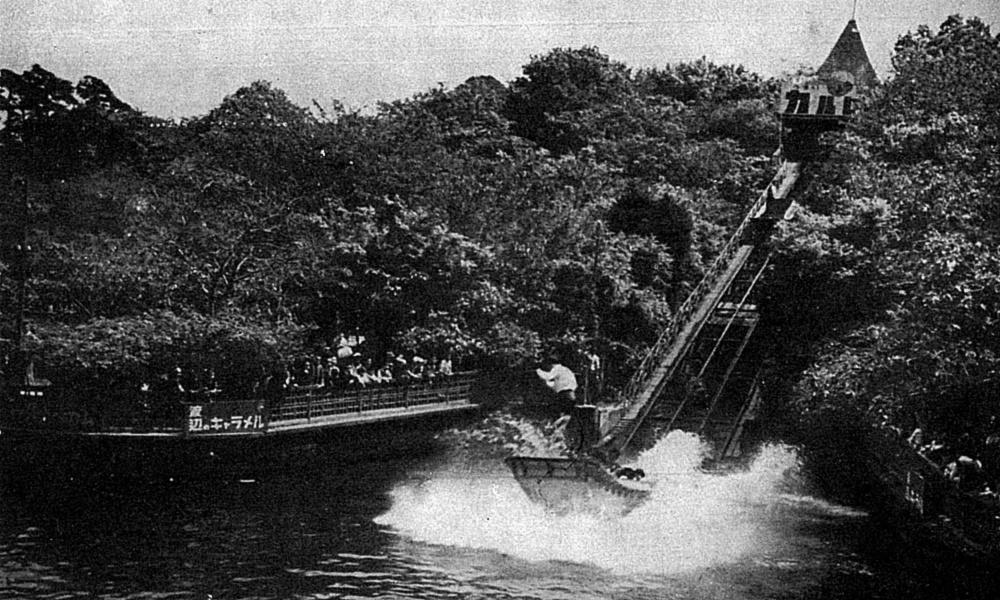
ウォーターシュート

- 1946年（昭和21年）3月 - 営業再開。
- 1951年（昭和26年）1月31日 - 株式会社豊島園臨時株主総会により同社は解散し、事業を西武鉄道株式会社が継承することを決議[17]。
- 1951年（昭和26年）9月15日 - 同年11月30日までユネスコこども博覧会（第一会場）を開催[18]。
- 1952年（昭和27年）9月 - 豊島園ホテル開業。
- 1953年（昭和28年）2月29日 - 閉館した大橋図書館（新宿区若宮町38）の蔵書を引き継いだ堤康次郎が大橋図書館事務所を置く。
- 1957年（昭和32年）11月22日 - 大橋図書館事務所は財団法人三康図書館と改称する。
- 1958年（昭和33年）11月23日 - こども劇場を改装し、世界初のインドアスキー場開業[注 1][19]。
- 1959年（昭和34年）9月 - 三康図書館が港区芝公園へ移転する。
- 1963年（昭和38年）
  - 8月23日 - 株式会社豊島園は解散し、事業を西武鉄道株式会社が継承。
  - 10月1日 - 株式会社豊島園を設立。
- 1964年（昭和39年）4月30日 - 堤康次郎の葬儀を挙行。
- 1967年（昭和42年） - 花火大会を開始。
- 1970年（昭和45年）2月16日 - 株式会社ワンダーズを設立（遊園地関連事業運営）。
- 1974年（昭和49年）
  - 7月22日 - 8月31日 - おはようサイクリングとして早朝開放する。
  - 8月1日 - 初代一日練馬区長の檀ふみがおはようサイクリングに参加。
- 1976年（昭和51年）1月20日 - 西武鉄道株式会社が、武蔵野地所株式会社を設立し[20]、遊園地資産を保有。
  - 11月29日 - 武蔵野地所株式会社が株式会社豊島園（のちの武蔵野地所株式会社）を設立し[20]、遊園地を運営。
- 1980年（昭和55年）（日付未詳） - 名称を漢字表記の「豊島園」から平仮名表記の「としまえん」に変更。
- 1992年（平成4年）8月13日 - 開園前の点検作業中にフライングカーペットで、作業員1名がカーペット部分の下敷きになって死亡。
- 2004年（平成16年） 
  - 夏の花火大会が廃止。
  - 10月1日 - 株式会社ワンダーズ（株式会社豊島園の100%子会社で、西武鉄道株式会社の3つ下の子会社）の事業を株式会社豊島園に移管。
これ以降、としまえんの運営状況の改善と累積損失の解消を目的として、関連企業の再編を実施する。
- 2005年（平成17年）
  - 1月1日 - 株式会社豊島園の従業員は、インターベストトレーディング株式会社（株式会社ワンダーズの100%子会社で、西武鉄道株式会社の4つ下の子会社）に全員転籍し、遊園地運営を受託。
  - 2月28日 - 株式会社ワンダーズが解散。
  - 3月22日 - 株式会社豊島園が武蔵野地所株式会社を吸収合併し、同日、商号を武蔵野地所株式会社に変更[20]。
  - 3月25日 - インターベストトレーディング株式会社が、株式会社豊島園に商号変更。
- 2010年（平成22年）
  - 8月7日 - 乗り物のひとつである「カルーセルエルドラド」が日本機械学会の「機械遺産」に認定される[21][22]。
  - 11月1日 - 武蔵野地所株式会社が西武鉄道へ吸収合併され解散[23]。
- 2020年（令和2年）8月31日 - 豊島園庭の湯を除き閉園[4][3][24]。

### 閉園後
- 2020年（令和2年）
  - 9月1日 - 旧木馬の会・団体受付でオリジナルグッズの販売を実施。当初は同年9月14日までの予定だったが、9月27日まで延長された。
  - 10月1日 - 株式会社豊島園が株式会社西武園ゆうえんちに商号変更。西武ホールディングスはリニューアル後の西武園ゆうえんち運営体制強化のため、同遊園地と中国割烹旅館「掬水亭」の運営委託先を西武レクリエーションから豊島園に変更、同時に商号を株式会社豊島園から株式会社西武園ゆうえんちに変更した[25]。商号変更後も引き続き豊島園庭の湯の運営を受託する[26]。
  - 10月17日 - オリジナルグッズのオンライン販売を開始。
- 2021年（令和3年）
  - 9月11日 - 練馬区立石神井公園ふるさと文化館で、企画展「思い出のとしまえん」を同年11月7日まで開催。
  - 10月1日 - 株式会社西武園ゆうえんち（旧会社名豊島園）が受託運営していた豊島園庭の湯の運営委託先が西武レクリエーションに変更になる[27]。
- 2022年（令和4年）
  - 3月27日 - オリジナルグッズのオンライン販売を終了。
  - 5月28日 - BIG BOX東大和で企画展「としまエンドレス展 〜みんなのこころの中に〜」を同年8月31日まで開催。
- 2023年（令和5年）
  - 5月1日 - 東京都立練馬城址公園が一部開園[28]。
  - 6月16日 -  跡地にハリー・ポッターの屋内型テーマ施設「ワーナーブラザース スタジオツアー東京 ‐ メイキング・オブ・ハリー・ポッター」が開業[29][3][30]。
  - 8月18日 - 「「古城の塔」の劣化状況等の調査結果」が東京都建設局より公開される[31]。

アトラクションの一部は、同じ西武グループが運営する横浜・八景島シーパラダイスや西武園ゆうえんちのほか、グループ外では八木山ベニーランドなどへ移設された。また、園内にあった模型列車、電話ボックス、ベンチはリメイクを施した上で豊島園駅に移設され、正門の扉、ローラーコースター「サイクロン」のレールの一部、案内板、ベンチは練馬城址公園内の「としまえん思い出コーナー」にモニュメントとして設置されている。
一方で機械遺産にも指定された回転木馬「カルーセルエルドラド」は移設・廃棄も含め今後は未定である。開園時から唯一残る「古城の塔」については、練馬城址（じょうし）豊島園「古城の塔」の保全と活用を考える会や日本建築学会関東支部が保全・活用に向けて要望を出しているが、2024年4月現在保全されるか解体されるかについては東京都から発表をされていない。

## 創業者
藤田好三郎は1881年に兵庫県大久保村の地主の三男として生まれ、東京帝国大学法科大学法律学科（仏法）を卒業後、日本銀行に入行した。学資援助を受けた伊藤長次郎が経営する三十八銀行に請われて移り、その後、岳父・田中栄八郎の兄・大川平三郎が築いた大川財閥の幹部として樺太工業など多くの企業の重役を務めた。造園・普請道楽があったといい、豊島園開園以前の1919-1920年に、文京区千駄木に邸宅と庭園を建設したが、関東大震災後、旧安田財閥の創始者・安田善次郎の女婿である安田善四郎 (2代目)に売却、その長男・安田楠雄の没後、安田家から日本ナショナルトラストに寄贈され、現在「旧安田楠雄邸庭園」として保存・公開されている。

## プール

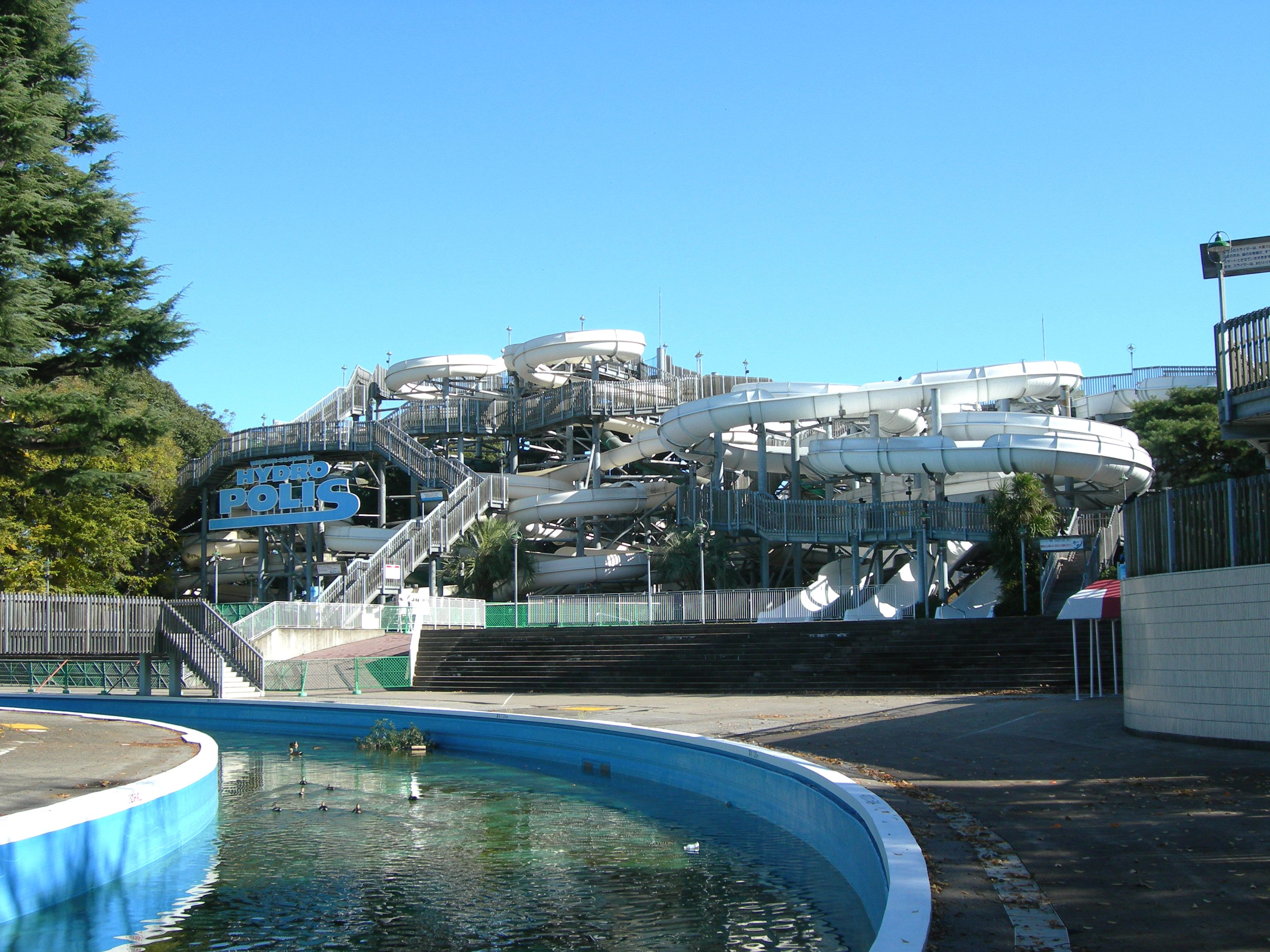
ハイドロポリス

としまえんのプールは1929年（昭和4年）開業。当初は競泳用プール・婦人用プールの2つ（のちの大プール・小プール）で、園内では名物の一つとなっていた。昭和時代、第二次世界大戦前は慶應義塾大学水泳部が競泳用プールで夏季合宿を行っていた。
波のプール（1973年（昭和48年）7月14日開業）、流れるプール（1965年（昭和40年）6月19日開業）、ナイアガラプール（1961年（昭和36年）7月1日開業）、こどものプール（1974年（昭和49年）7月14日開業）の4つのプールがメインであった。全盛期はほかに前述の大プール、小プール、飛び込み用プール（1959年（昭和34年）7月1日開業）を含む7つのプールで営業をしていた。
1965年（昭和40年）夏に開業した流れるプールはとしまえんが世界初である。開業にあたり、職員が多摩川に出向き、本当の川に近づけたという逸話がある。1977年（昭和52年）夏に小型のウォータースライダー（水の滑り台）を開業し、1988年（昭和63年）7月23日に23区内では最大規模の大型ウォータースライダー「ハイドロポリス」を開業した。本格的な飛び込み用プールは2006年で営業終了したが、跡地に「ノーティックジェット」という一人乗りウォーターシュートが登場した。2016年から2019年は大プール・小プールに水上アスレチック施設「ふわふわウォーターランド」が開業した。
1996年よりキャッシュレスタグと呼ばれるシステムが導入された。これはICチップが入ったリストバンド状のもので、水着のポケットに入れた小銭が出てプールの底に落ちてしまうという問題を解決するために導入されたものである。あらかじめ現金をチャージしておき、レジカウンターにある専用の読み取り機にかざして支払う。プール内のほか、遊園地内の飲食・物販店でも利用できた。
プールが使える夏期には「水着のまま園内も遊べる」というユニークなシステムも存在していた。夏期以外のプール休業期間中は流れるプールなどで釣り堀を実施していた。
2021年4月の時点で遊園地側の解体工事はほぼ完了し、プール側は解体されず残っていた。そのため閉園後もプールだけは残してほしいと、住民やプール利用者がとしまえんの正門前で署名活動を行い、オンラインでも署名活動が行われ、12,000以上の署名が集まった。ただし、計画ではプールエリアも練馬城址公園として整備される予定となっており、2023年にプールエリアの解体工事が進められた。

## 主な施設

### 現存する施設
温泉

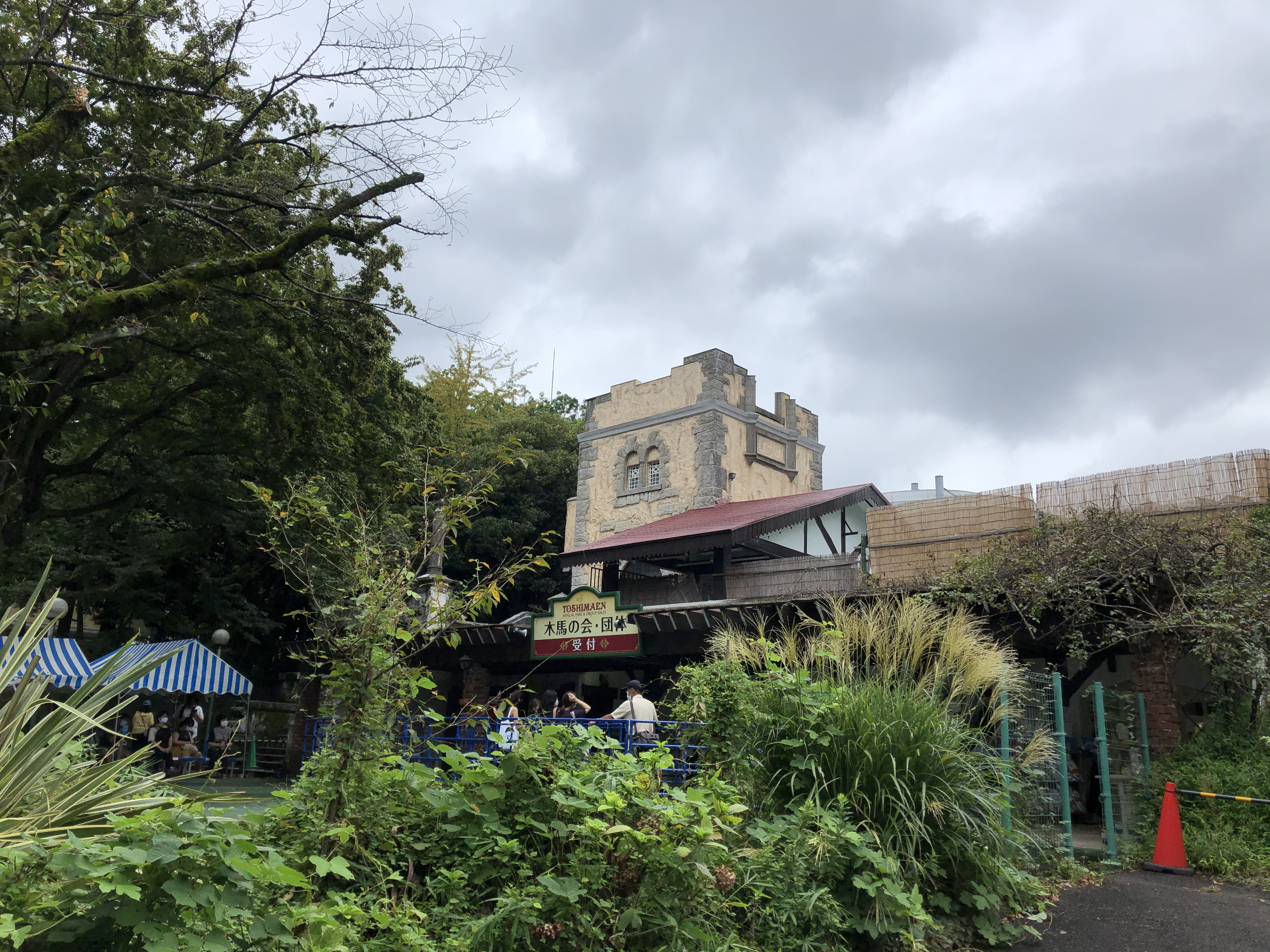
古城の塔
1926年の開園時から残る建築物。設計は初期の豊島園全体の設計者である戸野琢磨。イギリスの古城を模した建築物で、当初は食堂として使われていたいたが、イベントホールや喫茶店等時代によって用途が変わり、近年は木馬の会の事務所として利用されていた。閉園後解体予定であったが、地元団体や建築学会関東支部の要望により保全が検討され、2024年5月現在結論は出ていない。コスプレ撮影スポットとしても知られ、JCF（ジャパンコスプレフェスティバル）では「最大の人気スポット」として紹介されたほか、映画「としまえん」でも呪いがある洋館として登場した。

### 解体済の施設

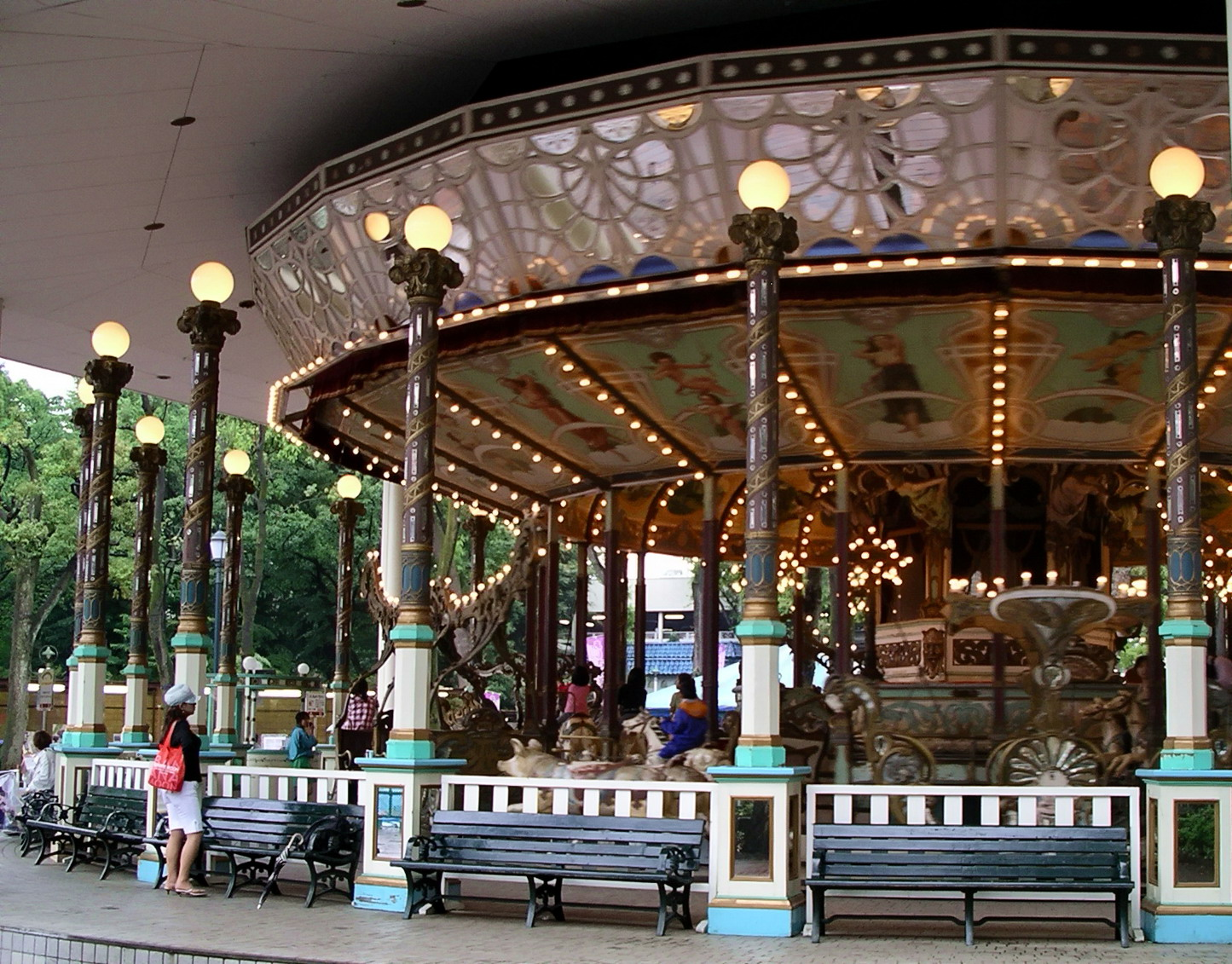
カルーセル エルドラド
（2010年機械遺産認定 No.38）

アトラクション
プール（夏期営業）
4つのプール
- 波のプール
- 流れるプール
- ナイアガラプール
  - からくり水工場

- こどものプール

ハイドロポリス（ウォータースライダー）
全盛期は9種類31本のスライダーが稼働していた。身長110cm以上で利用可。
- Aタワー「ボディライドマウンテン」
  - 曲線ボディスライダー。雨樋状のオープンタイプ（一部トンネルあり）と、パイプ状のチューブタイプがある。チューブタイプはスラロームタイプとスピードタイプがあり、スラロームタイプの一部は途中で暗闇になる「ブラックスライダー」となっていた。

- Bタワー「インナーチューブヒル」
  - 曲線チューブスライダー。専用の浮き輪「インナーチューブ（有料）」を使って滑る。

- Cタワー「スリルスライドタワー」
  - 直線・曲線ボディスライダー。高さは3つの中で最も高く、スピードの出るスライダーが揃う。こちらの一部チューブタイプも「ブラックスライダー」となっている。

ノーティックジェット（Nautic Jet）
- 1人乗りウォーターシュート。飛び込みプールの跡地に開業した。1回300円（現金またはキャッシュレスタグのみ対応）で、身長120cm以上で利用可。

ふわふわウォーターランド
- 2016年～2019年に開業していた水上アスレチック施設。大プールと小プールを使用していた。

としまえんのもり昆虫館
1957年に矢島稔が創設した教育映画用スタジオ兼・展示施設「豊島園昆虫館」をリニューアルしたもの。もともとはこどものプールの場所にあったが、1973年に園内の北側に移設された。約40種類の外国原産の昆虫や、それに関する生物が展示されていた。多摩動物公園昆虫園と交流があり、日本の昆虫飼育展示施設としては、初めてオオクワガタの繁殖に成功したことでも知られる。入館料は300円で、現金のみ利用可だった。
トリックメイズ
さまざまなフィールドアスレチックやからくりが設置された、木造としては国内最大級の立体迷路。2016年に開園90周年記念事業として、こどもの森のリニューアルとともに2億2,000万円かけて開業した。
スタンプラリーの要素もあり、途中2か所とゴールにスタンプ台が設置されていた。「ファミリーコース」「知力コース」「体力コース」の3種類があった。
利用料金は大人・子供共通で1コース500円、2コース800円、3コース1,000円。施設入口にある券売機で専用の利用券を購入する必要があり、のりもの券や1日券での利用はできなかったが、木馬の会パスポート所有者は各コース設定料金の半額で利用できた。
閉園後は那須高原りんどう湖ファミリー牧場とリナワールドに分割移設され、前者は2021年3月20日より「冒険迷路TO・RI・DE」として開業した。後者は同年4月29日より開業し、名称は一般公募により8月16日に「立体迷路DOSAIDA?」に決定した。
ASOBRAVO!（アソブラボー！）
屋内型のファミリー向けの遊び場で、ボーネルンドがプロデュースを手がけていた。ブラワーエンジンの下にあった土産屋「ビー・プロムナード」跡地の1,000平方メートルの敷地に、2018年に開業した。
としまえんの入園料は不要だが施設利用料が別途必要で、のりもの1日券や木馬の会パスポートは使用できなかった。としまえんの休園日でも営業していた（原則8月を除く第3水曜と元日が定休日となっていたが、2020年4月から第2火曜に変更されていた）。子供や、中学生以上の単独利用はできなかった。
料金は、子供（生後6か月～小学生）が1,500円、大人が500円、6か月未満の子供は無料で、営業時間内であれば出入り自由となっていた。
ふれあいペットガーデン
東ゲート付近にあったミニ動物園。入場料700円（木馬の会会員は600円）を支払えば当日中であれば何度でも再入場が可能であった。犬やウサギといった小動物からアルパカなどの大型の動物までふれあうことができた。
株式会社MOFFから業務委託を受けていた施設であり、閉園後動物達は各地にある株式会社MOFFが運営する施設へ引き取られた。
スーパーフィッシング豊島園
東ゲート付近にあった釣り堀。鯉や金魚などが釣れた。としまえんに入園しなくても利用できた。
カーニバルタウン
フライングパイレーツ下の建物内にあったアーケードゲームコーナー。2019年6月に一部のエリアが、同年9月に全エリアがリニューアル開業した。カルーセルエルドラドがとしまえんに移設される前に運営されていたコニーアイランドをイメージした「シューティングギャラリー」というゲームもあった。
閉園後は横浜・八景島シーパラダイスに移設され、2021年4月27日より「ウエスタンゲームハウス」として稼働。
としまえん4Dシアター
偏光メガネを利用した3D映像とギミックチェアによる急降下、エア噴射、エアチューブなどのギミックを体感できた。
上映時間は数分から十数分程度。作品は以下のとおり。
- 「バイオハザード4Dエグゼクタープレミアムバージョン」：2007年6月10日に上映終了。
- 「爆笑4Dエンタラクション スペースゲーニンズ」：FUJIWARA、小林恵美、ハイキングウォーキングが出演。上映終了。
- 「4D零」上映終了。
- 「プリキュアオールスターズDX 3Dシアター」：2013年3月22日 - 7月14日。上映終了。
- 「稲川淳二の怪談映画館3D」：2013年7月20日 - 10月27日。上映終了。
- 「ゲゲゲの鬼太郎 妖怪JAPANラリー3D」：2014年3月21日 - 7月6日。

## イベント
成人式
1978年から2020年まで、練馬区に在住の新成人は園内の屋内館（夏はプールのロッカー室となる建物）で成人式を行っていた。かつては新成人全員に1日フリーパスが配布され、式典終了後に園内で乗り物に乗ることができたが、2006年度に中止された。
打ち上げ花火
1967年から毎年夏に、週末に打ち上げ花火を上げるのが地元の夏の風物詩となり、かなり遠くからでも観ることができた。予算の関係や周辺住民への配慮から、毎週末→月に数度→月に1回と回数を減らし、2004年以降は行われていなかったが、2017年に13年ぶりに再開した。
都民の日・埼玉県民の日
毎年、都民の日（10月1日）と埼玉県民の日（11月14日）は入園無料・のりもの1日券が大幅に割引された。1年の中でも特に混雑していた。
練馬まつり
毎年10月の第3日曜日に会場として使用されていた。まつり自体は1978年から実施していたが、1984年に初めてとしまえんが会場に使用された。

## 世界初・日本初
日本初、世界初を以下に並べる。
- 流れるプール
1965年（昭和40年）に世界初の流れるプール設置[47][21]。
- ウォーターシュート
1927年（昭和2年）に開業した。営業用として日本初。1968年（昭和43年）廃止[21]。ウォーターシュート自体は、1903年に大阪で開かれた第5回内国勧業博覧会が日本初。
- サイクロン
1965年（昭和40年）に開業した。トンネル内を走行するローラーコースターとしては日本初。当初はトンネル内にレインボーカラーの照明がつけられていたが、照明を消して試運転したところスリルが増し、以降暗闇の中を走行した。
- アドベンチャーゾーン アフリカ
1969年（昭和44年）7月19日に開業した[48]。本格的ダークライドとして日本初[49]。1998年（平成10年）廃止。
- ハイドロポリス
曲線型の大型ウォータースライダーとしては日本初。開業した1988年には18本だったが、翌年に13本追加され9種類31本のスライダーとなった。閉園時も20本前後が稼働していた。当時の来園者数から20分以内に1本滑る計算をしたところ、この本数になったとのこと。ウォータースライダー自体は1963年に船橋ヘルスセンターに設置されたものが日本初。
- フライングパイレーツ
1984年（昭和59年）4月28日開業。大型のバイキングとしては日本初。
- プロペラ駆動（のちに電動式に変更）の懸垂型モノレール
1951年に鉄道技術者の三木忠直（鉄道技術研究所）が開発したものが日本初。園内で一周200mのアトラクションとして設営されていた[50]。車両は日立製作所笹戸工場製。ジェットコースターが開発されて引退するまで、「空飛ぶ電車」として好評を博した。日立懸垂式モノレールで、走行桁上部に設置された案内用の1線の鉄軌道により走行し、架線は走行桁下部より集電する。架線電圧は直流（DC）600Vである。単一方向の環状運転で、運転台は運転方向にのみ存在する。車体前部のプロペラはプロペラ推進計画での名残である。1両での単車運用である。運転台は主幹制御器とブレーキ弁、圧力計のみと旧性能車両の運転台そのものとみえる。台車は1車両あたり2基のボギー式である。駆動は吊り掛け式（ノーズサスペンション）。制御器は日立製電磁単位スイッチ式MCD10-1。直列抵抗制御である。制動は抑速発電併用SME。電動機はHS30-1を1台車につき1基、1車両あたり1基を装備する。設計最高速度は40km/h（メーカー車両パンフレットの記載による）であり、実運転速度はこれより低速での運転だったと思われる。1968年ごろに運行終了し、廃止後の車両動向はいっさい不明である。現在は遺構なども存在しない。
- フリーパス
1977年に年間フリーパス「木馬の会」を発足、1980年に1日フリーパス「ビッグファン」を販売開始。均一料金で何度も利用できる制度は日本初。

## 広告
博報堂所属のコピーライター岡田直也と、アートディレクター大貫卓也を主軸とするクリエィティヴチームによる、ユニークなキャッチコピーを用いた広告が話題となった。
- 1980年代初頭 - 「木馬の会」のテレビCMに林家九蔵（現・三遊亭好楽）が出演したことがある。
- 1984年 - フライングパイレーツの開業に際し、「240名様、昇天。」「240名様、大合唱。」という広告を展開[51]。
- 1985年 - 「あそび漬」と書かれた漬物のパッケージ写真を載せた広告を展開[注 2]。
- 1986年 - 眠っている忠犬ハチ公ならぬ休犬ハチ公の像を背景に「今年は渋谷をヒマにします」という広告を展開[注 3]。
- 1986年夏 - 「プール冷えてます」という広告を展開[52][53][21]。日本の広告史に残る名キャッチコピーとして、今でも評価が高い。
- 1988年夏 - ハイドロポリスの開業に際し、「狂った雨桶、18本。」「流しウーメン。」という広告を展開[51]。
- 1989年 - 山﨑努が「山崎はいい人だ」というキャッチコピー[54]でCMに出演。
- 1990年4月1日 - 「史上最低の遊園地。TOSHIMAEN」と題したエイプリルフールの一面広告を新聞に掲載[53][55][21]。この広告は3年越しの提案だった[55]。出演する子供のオーディションは「一番演技が下手で笑わない子」が合格基準だったという[55]。
- 1990年夏 - 「暑中御見舞い申し上げます。」というテレビCMを放映[51]。赤いもつ鍋がぐつぐつ煮える映像を流した[55]。
- 1990年 - 「私には関係のない遊園地だけれど、がんばってください。」という広告を展開[56]。世界各地でロケを行ったが、広告担当の知り合いのカメラマンが海外ロケに行く際、パネルを持たせてついでに撮ってきてもらうというかたちをとったため、制作費は安上がりで済んだという[57]。出演交渉も撮影現場で行われたという[52]。
- 1991年 - 「考える遊園地。としまえん」という広告を展開[52]。
- 1992年 - 前年発売された宮沢りえのヘアヌード写真集「Santa Fe」にあやかり、「豊島園に、サンタフェの扉が、やって来た!!!」と題した広告を新聞に掲載[55]。
- 1993年 - バブル崩壊に伴い、景気回復を祈るパロディとして「祈・景気回復」[53]、当時発足したJリーグ人気を自虐的に「うらやましいぞ!!Jリーグ」[52]（フライングパイレーツにのぼりを掲げたもの[52]）と題した広告を新聞に掲載。
- 1994年 - 「春の増量キャンペーン」というテレビCMを放映[51]。グチョグチョという音とともにつぶ貝の貝が延々と引き出される映像を流した[55]。
- 1994年4月22日 - 「それでもネッシーは、いる。」という新聞広告を展開。
- 1996年 - 東京都が中止を決定した世界都市博覧会（都市博）が本来行われるはずだったこの年の夏に「とし博 開催決定!」と広告を掲載し[52]話題になった。
- 1997年 - 都営地下鉄12号線（後の大江戸線）の練馬駅 - 新宿駅間が延伸開業したのを機に、「構想25年! 総工費2,600億円! 地下最深41.7メートルを疾走! としまえんにすごいマシンがやってくる!! その名も『都営地下鉄12号線』」という広告を新聞に掲載[52]。
- 1997年 - 「カモン。[注 4]」という春のお花見、夏のプールと花火の広告を展開[56]。
- 1998年春 - 夜桜ウィークの開催にあわせて「ヨーザクラ〜」という広告を展開[52]。
- 1998年夏 - 「水着で乗れるとしまえん」をテーマに[注 5]、「（例）」の文字とともに野村沙知代（野村克也<当時ヤクルトスワローズ監督>夫人）を水着姿でポスターに起用し[56][55][58]、話題になった。
- 2005年夏 - 「クール・ビズ」にあやかり、「クール、ミズ。」と題したプールの広告を展開[53]。
- 2006年夏 - 「パンダ、こりゃ。」と題したプールの広告を展開。ゴーグルを頭にかけた白いクマと日焼けしてゴーグルの跡がついてパンダのようになったクマのイラストが描かれていた。
- 2007年夏 - 「海よりプール。」という広告を展開[53]。
- 2008年 - 都営地下鉄大江戸線のホームに「もうすぐ土曜日」の広告を展開。
- 2008年夏 - プールに浮かべた浮き輪に乗った温水洋一の写真に「冷し温水。」と題したプールの広告を展開[53]。
- 2009年夏 - プールサイドにあるデッキチェアに座って日焼けを楽しむやくみつるの写真に「プールで、やく。」と題したプールの広告を展開[53]。
- 2010年夏 - アイドルグループ「AKB48」にあやかり、プールサイドに集まった48人の水着姿の中年女性（平均年齢48歳）の写真に「TSM48（トシマ・フォーティーエイト）」と題したプールの広告を展開[59]。グループ名は年増（としま）とかけている[注 6]。
- 2010 - 2011年冬 - デーブ・スペクターの顔写真に「一刻も早くすべりたいです」[注 7]と題した屋外スケートリンクの広告を展開[53]。
- 2011年夏 - 「ALWAYS 三丁目の夕日」と節電、としまえんの所在地（向山3丁目）[注 8]にあやかり、「三丁目の節電。」と題したプールの広告を展開。
- 2012年夏 - ミゲル・ゲレイロの顔写真に「ミゲル、泳ゲル。」と題したプールの広告を展開[53]。
- 2012 - 2013年冬 - スキンヘッドになった小島よしおの写真に「ピカピカですね。としまえんイルミネーション」「ツルツルですね。としまえんアイススケート」と題したイルミネーションと屋外スケートリンクの広告を展開。
- 2013年夏 - 赤いスーツ姿の田原俊彦の写真に「としプー!」と題したプールの広告を展開[53]。
- 2013 - 2014年冬 - 赤いスーツ姿[注 9]の田原俊彦の写真に「としッパ!」と題したイルミネーションの広告を展開。
- 2014年夏 - プールに浮かべた浮き輪に座り、鍛え上げた肉体を披露するテリー伊藤の写真に「テリ焼き」と題したプールの広告を展開。
- 2014 - 2015年冬 - デヴィ・スカルノの写真に「デヴィ、ヒカルノ」と題したイルミネーションの広告と、スケート靴を履いた（手袋、マフラーも着用）イヤミが「シェー!」をしながらジャンプし「183点[注 10]」と記録されるイラストが描かれた屋外スケートリンクの広告を展開。
- 2015年夏 - 1965年に世界初の流れるプールが設置されてから50周年であることを記念し、流れるプールの一部を写した写真を厳かな色彩に加工し、「世界遺産、狙ってます。」とコピーが記された広告を展開[53]。広報によると「明治日本の産業革命遺産の世界遺産登録が世間の話題となっている今、としまえんだって『皆さまに長年愛され続けた歴史的プール』を誇らしげに自慢したい」をコンセプトにしている[60]。ただし、実際には登録申請は行っていない。
- 2016年夏 - ラッコが気持ちよさそうに泳ぐユルいイラストが話題に。余白を活かしたデザインに手書きのラッコとコピーの「どんぶらっこ〜」もイラストレーター・佐々木美穂の手書きで表現[53]。ここ数年の路線から想像できないシュールで大胆なアプローチ。同時期に、おそらく世界で初と思われるプールの音だけによるラジオ番組「冷やしラジオ」を1か月にわたって放送。番組の最後に「どんぶらっこの歌」がウクレレをバックに歌われた。
- 2017年春 - カルーセルエルドラド110周年を記念し、「Happy Birthday Mr. El Dorado」と題しセオドア・ルーズベルトとマリリン・モンローのモノクロ写真をポスターに使用。
- 2017年夏 - 白い水着を着たマリリン・モンローのカラー写真をポスターに使用。
- 2017 - 2018年冬 - 「明治うがい薬」のカバくん友情出演による「うがい 手洗い イルミネーション」「うがい 手洗い アイススケート」と題したイルミネーションと屋外スケートリンクの広告を展開[53]。
- 2018年度 - トムとジェリーとのコラボによる広告を多数展開[53]。
- 2019年夏 - 「お一人サマー」と題したプールの広告を展開。
- 2020年夏 - 閉園に伴い「としま♡えんど THANK YOU FOR 94 YEARS」と題した広告を展開。イメージキャラクターに超ときめき♡宣伝部を起用。
- 2020年8月30日 - 『朝日新聞』（1都6県＋静岡県の朝刊）に「Thanks.」の文字と『あしたのジョー』最終回のラストシーンを流用した全面広告[61][62]を展開[63]。この広告は広告代理店と検討を協議した結果、漫画家のちばてつやが練馬区の名誉区民でもあることもあって、このデザインが採用された[64]。

過去には、「暑中見舞い」をテーマに、木にとまったセミがミーンミーンミーンとただひたすらに15秒間鳴き続けるだけのCMや、同様のパターンで、グツグツ煮え立つ鍋料理や、燃えさかるストーブが画面一杯に映され、最後に一言「としまえん」とナレーションが流れ、ロゴが表示されるだけという、当時としてはシュールなテレビCMを流したりしていた。このため視聴者からクレームが多数寄せられたこともある。
高田馬場駅には一風変わった広告が、西武とJRのホームの間に、JR側から見えるよう設置されていた。

## オリジナルキャラクター

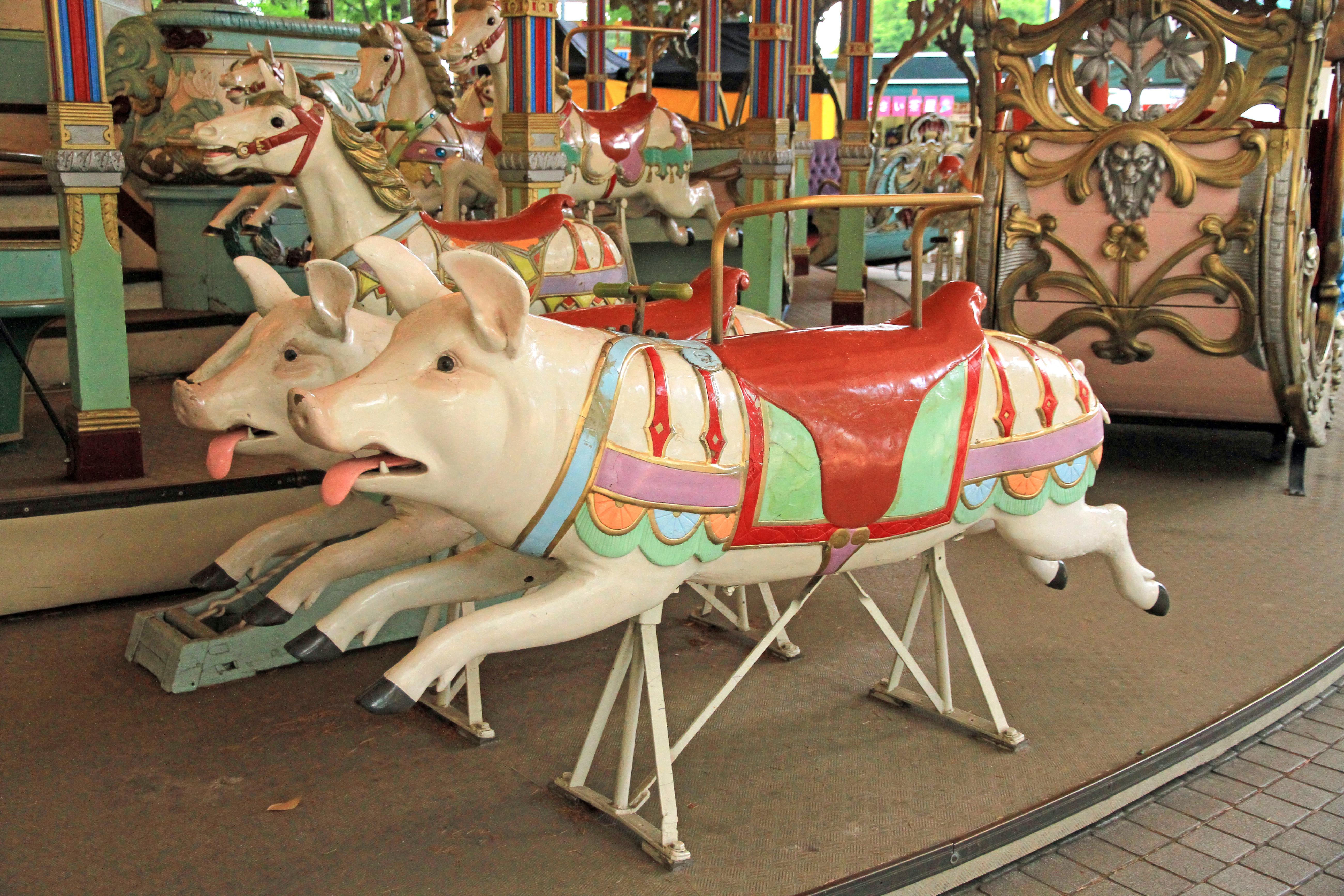
キャラクターのモチーフである木馬や豚の模型

### エルちゃん・カルちゃん
園内にある世界最古級のメリーゴーラウンド「カルーセルエルドラド」から生まれた公式キャラクター。2013年9月には木馬をモチーフにしたエルちゃんこと「エル・ドラド」、翌2014年9月には豚をモチーフにしたカルちゃんこと「カルーセル」がお披露目されている。園内ショップではオリジナルグッズも販売されていた。デザインはイラストレーターのBAKAORUこと矢幅薫が手がけた。
閉園後も、BIG BOX 東大和内にある子供向けアスレチック施設「あそびっぐ」でグリーティングがときどき行われている。

### としお・としこ
園内の案内板や各トイレのピクトグラムに描かれた、男の子と女の子のキャラクター。「T」の字が描かれたシャツを着ている。もともと名前はつけられておらず、従業員の間だけで呼ばれていた。2020年8月に閉園が決定したことから、初めてTシャツやクッションなどのグッズが販売された。
園外でも西武鉄道練馬駅の改札内に、階段やエスカレーターの付近にとしまえん行き乗り場（2番ホーム）の方向を示す看板や、大江戸線豊島園駅のホームにあった「もうすぐ土曜日」の広告にも登場していた。閉園前には西武鉄道豊島園駅のホームに「としまえん 豊島園 あとちょっと…」と書かれた看板にも使われていた。

## 入園について
としまえん内に入園する場合は、当日の日付が入っている入園券が必要となっていた。としまえん各入園口付近のチケットブースにて当日購入のほか、オンラインで前売り券を購入することもできた。
2020年7月13日から閉園日の8月31日まで、新型コロナウイルス感染症対策として入園制限を実施していた。ウェブチケットサイト「アソビュー!」にて日付指定前売り券を購入した場合のみ入園できた。すでに手元にチケットがある、割引券を持っているなどの場合は事前予約すれば入園できた。木馬の会会員は事前予約なしで入園が可能だった。
原則として、木馬の会会員以外は再入園不可だった。ただし、トイザらス利用時の再入園は東ゲート入園口でのみ可能だった。東京都民の日や埼玉県民の日のキャンペーンとして入園無料となる日は、木馬の会会員以外も自由に出入りができた。
各乗り物の指定料金および園内には現金でしか体験できない乗り物や施設があった。
料金等については、としまえんの乗り物に掲載。

### 券種
入園券
入園のみ可能なチケット。乗り物利用時には別途現金またはのりもの利用券が必要。夜間営業実施日は、15時から大人料金が割引された。プールエリアへは、釣り堀などを実施している場合はこのチケットで入場可能だった。
のりもの1日券
入園と各種乗り物が1日乗り放題となるチケット（一部利用不可の施設がある）。身長110cm未満でも利用できる機種限定の「キッズのりもの1日券」も販売されていた。スーパーウィークデー期間中の平日は、通常価格より大幅に値下げされることがあった。
プール入場券
夏期限定販売。入園とプールエリアの入場がセットになったチケット。ナイトプール実施日は18時から入場できるチケットが販売されていた。
夏の1日券
夏期限定販売。入園・乗り物乗り放題・プール入場がセットになったチケット。
ナイトパス
夜間営業実施日に発売。15時からの入園と乗り物乗り放題がセットになったチケット。時期により名称が変わり、冬期のイルミネーション開催時は「イルミナイトパス」、桜の開花時期は「サクラナイトパス」となる。
木馬の会
年会費を払い会員となることで、入園・乗り物・プールが1年間利用し放題（いわゆるフリーパス）になるほか、同伴者の1日券（5名まで）や園内のレストランおよび庭の湯での割引も受けられた。個人で使えるパーソナルカードのほか、家族の人数によって値段の変わるファミリーカードもあった。更新する際は新規購入より割引された価格で購入できた。かつては1年間入園のみし放題の「エルドラドクラブ」も存在していた。

## アクセス
鉄道
- 西武豊島線「豊島園駅」下車。徒歩1分。

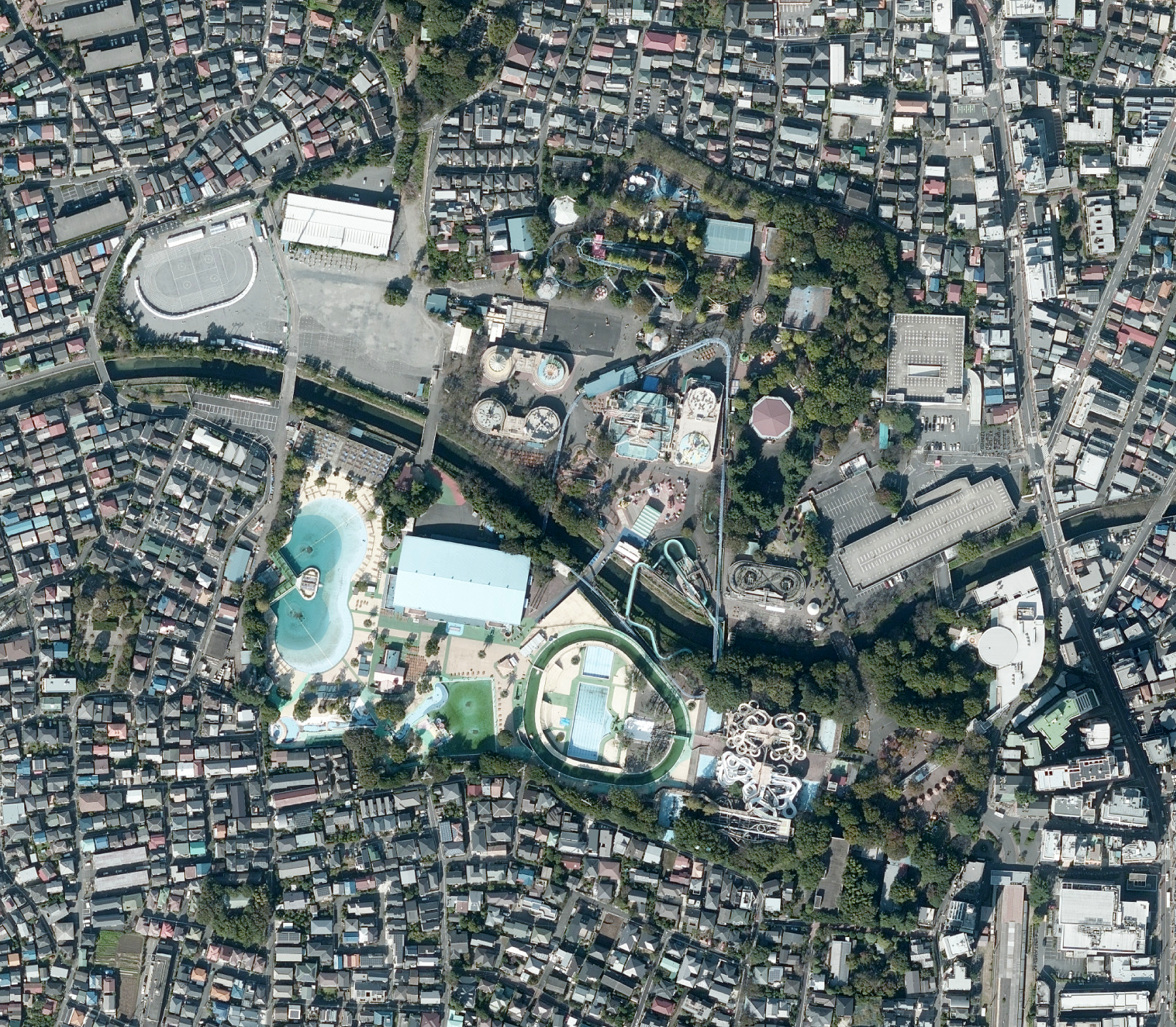
としまえんの航空写真

- 都営地下鉄大江戸線「豊島園駅」下車。徒歩2分。

バス
- 西武バス
  - 練47系統（練馬駅北口 - 下赤塚駅 - 成増駅南口）バスに乗車し、「豊島園」で下車。
- 国際興業バス
  - 赤01・練95系統（練馬駅 - 赤羽駅西口）バスに乗車し、「豊島園」で下車。

## 事件・事故
- 1981年8月：ティップトップの試運転中、係員がアームと基礎架台の間に挟まれて死亡する事故が発生。
- 1992年8月13日：開園前フライングカーペットの試運転をしていた58歳男性作業員が遊具と床の間に挟まれて死亡。
- 1992年9月：フライングカーペットにシートをかけようとしていた従業員が、誤ってアームと床に挟まれて死亡する事故が発生。
- 2010年5月7日：フライングカーペットで、遠足中の特別支援学校（埼玉県所沢市）の高等部1年の男子生徒が転落する事故が発生した。乗客自ら安全バーから足を抜き、異変に気付いた係員が緊急停止を操作するが間に合わず転落。命に別状はなかった[67]。
- 2011年3月12日 - 18日：前日に発生した東北地方太平洋沖地震（東日本大震災）とそれに伴う計画停電の影響により、当日の営業を見合せることを発表した。
- 2011年3月29日：ブラワーエンジンにて、都内の福祉施設に通う18歳の女性が乗車中、乗り場のプラットホームとコースターの間に足が挟まり、足の甲などを切るなど全治3か月の重傷を負った事故が発生。女性は『怖くなって足を出した』と証言している[68]。この事故の影響でブラワーエンジンは2013年3月15日まで休止となった。
- 2013年8月3日：イーグルにて、24歳の女性がゴンドラの安全扉に右足首を挟まれ骨折する事故が発生。係員による安全確認が不十分のまま、扉を閉めたことが原因とされる。
- 2019年8月15日：プール内施設「ふわふわウォーターランド」で、8歳女児が溺れて死亡する事故が発生[69]。監視員が定時水中点検中に、プールに浮かぶ遊具マットの下でライフジャケットを付けたうつ伏せの状態で発見された[69]。この事故の影響により、8月16日 - 22日のプールの営業を中止し[70]、23日から同施設を除いて再開された。

## 東日本大震災の対応
2011年3月11日に発生した東北地方太平洋沖地震（東日本大震災）を受けて、としまえんでは次のような対応を行った。
- 2011年3月12日 - 18日
  - 営業休止
- 2011年3月19日・20日[71]
  - 10:00開園、17:00閉園
  - 入園券および機種限定1日券のみの販売。のりもの1日券とキッズのりもの1日券は終日発売中止。
  - 乗り物は「サイクロン」「コークスクリュー」「フライングパイレーツ」「フリュームライド」「イーグル」を除き、運営を行った。
- 2011年3月21日
  - 営業予定が、大雨のため終日休園となった。
- 2011年3月22日から通常営業まで
  - 3月22日と23日は休園日のため、終日休園。3月24日は一部の大型遊戯施設を除いての運営を行った。
  - 毎年実施されている桜の開花に合わせ実施している夜桜ウィークは、節電と自粛の影響で中止となった。
- 2011年夏季の平日
  - 電力使用制限令に伴い、乗り物は「サイクロン」「コークスクリュー」「フライングパイレーツ」「フリュームライド」「イーグル」の営業を終日取りやめた。

## 東京都による敷地買収・公園整備に関する一連の動き
2011年9月9日に「東京都がとしまえんの敷地を買収し、防災公園として整備する方針である」と一部マスコミが報じた。これらの報道では東京都は西武グループと近く買収交渉に入るというが、西武ホールディングスは「としまえんの敷地を売却する予定はなく、今まで通り営業を続ける」とコメントした。2010年9月に「練馬区がとしまえんの敷地内にサッカースタジアムを建設し、Jリーグの東京ヴェルディとなでしこリーグの日テレ・ベレーザがホームスタジアムとする」と報じられ、東京都による買収報道を受けて、これら2つの機能を統合した形となるのではという報道もされた。
2011年12月に東京都の都市計画公園・緑地の整備方針が改定され、としまえんの敷地は「練馬城址公園」として優先整備地区に新規設定された。2012年9月に公表された『「練馬城址公園」の整備にかかる考え方』では、既存の遊具施設を一部残しつつも、アニメ・漫画関連施設、防災拠点としての機能を併設したサッカー場などを新設する基本方針が示されている。
2020年2月3日に、としまえん内の施設を段階的に閉鎖し、防災機能を備えた大規模な都立公園（防災公園）の新設とともに新たなテーマパークを2023年春に開園する予定があると関係者が語ったと一部で報道された。跡地は東京都が買収したのち、一部をワーナー・ブラザースが借地し、ハリー・ポッターをテーマとした施設を運営するという協議が進行中で、正式決定は2020年春の予定と報道された。西武鉄道広報部は報道のあった2020年2月3日時点で、閉園やテーマパークができるという話も特段何も決まっている話ではない、とコメントしたが、2020年6月12日に東京都と西武鉄道の間で覚書を結んだことを受け、8月31日に閉園することが正式に発表された。跡地は都に売却し、一部は引き続き西武鉄道が保有する予定である。
2020年8月18日、跡地の一部に「ワーナーブラザース スタジオツアー東京 ‐ メイキング・オブ・ハリー・ポッター」の施設の開発に関する契約を締結したことを発表された。
としまえんの解体工事は閉園後まもなく開始され、2021年2月の時点でプールと、プール側のサイクロンおよびフリュームライドの走路の一部を除いたすべてのアトラクションが撤去されているほか、樹木もほとんど伐採されている。
開園時より唯一残る古城の塔は、練馬城址豊島園「古城の塔」の保全と活用を考える会や日本建築学会関東支部が保全・活用に向けて要望を出し、パブリックコメントでも71件の保全を求める意見が提出されたが、2024年4月現在保全されるか解体されるかについての東京都からの発表はない。

## 映画
としまえんに伝わる都市伝説をとしまえん全面協力の下、サスペンスホラー映画として映像化した作品。タイトルは『としまえん』とも、タイトルロゴに合わせた『映画 としまえん』とも表記される。

### あらすじ
大学生の早希は、ある日、高校時代に仲のよかった女友達と一緒にかつてよく遊びに行った遊園地・としまえんを訪れる。インターネットで噂になっていた「としまえんの呪い」があるという古い洋館（古城の塔）を見つけた早希たちは、噂を冗談半分で試すが、その直後から恐ろしい現象が次々と起こり、一緒に来ていたメンバーが一人、また一人と次々に消えていく……。仲間たちを必死に探すうち、早希は呪いが誕生した、恐ろしい過去の秘密を知ってしまう。

### キャスト
- 辻本早希 - 北原里英
- 香西杏樹 - 小島藤子
- 横峯千秋 - 浅川梨奈
- 佐藤亜美 - 松田るか
- 樋口かや - さいとうなり
- 小林由香 - 小宮有紗
- その他の出演者 - 國島直希、鈴木聖奈、沖田×華、吉川美結、三嶋悠莉、河瀬祐未、YOUNG DAIS、中山峻、中島ひろ子、竹中直人

### スタッフ
- 監督・脚本 - 高橋浩
- 製作 - 間宮登良松